# Sergiu Cunescu
Sergiu Cunescu (ur. 16 marca 1923 w Bukareszcie, zm. 16 marca 2005) – rumuński polityk i inżynier, deputowany trzech kadencji, założyciel i przewodniczący Rumuńskiej Partii Socjaldemokratycznej.

## Życiorys
Absolwent Instytutu Politechnicznego w Bukareszcie, pracował jako inżynier w przedsiębiorstwach przemysłowych, a także jako wykładowca akademicki.
W 1990 stanął na czele Rumuńskiej Partii Socjaldemokratycznej, którą kierował do 1999. W latach 1990–2000 przez trzy kadencje zasiadał w Izbie Deputowanych. Opuścił swoje ugrupowanie w 2001 w sprzeciwie wobec decyzji nowych władz partii o przyłączeniu się do Partii Socjaldemokracji w Rumunii.